# Fuensanta de Martos
Fuensanta de Martos – gmina w Hiszpanii, w prowincji Jaén, w Andaluzji, o powierzchni 54,04 km². W 2011 roku gmina liczyła 3254 mieszkańców.